# Presidentes municipales de Mazatlán
El Presidente Municipal de Mazatlán, también llamado Alcalde de Mazatlán, es quien desempeña por elección popular el poder ejecutivo del municipio de Mazatlán, Sinaloa durante un trienio que va del 1 de enero de su primer año de mandato hasta el 31 de diciembre del último. En sus labores es auxiliado por el Cabildo y su Gabinete, además de los síndicos y comisarios rurales. Sus facultades y obligaciones son citadas en el Capítulo II del Título II del Reglamento Interno del H. Ayuntamiento del Municipio de Mazatlán, en sus artículos 30, 31 y 32. Sus oficinas se encuentran en el Palacio Municipal ubicado en la colonia Centro del puerto, a un costado de la Catedral, donde inicia la calle Guillermo Nelson. 

## Capitanes y Gobernadores coloniales
| 1750 ca. : Tomás de Ibarra Capitán del Presidio de San Juan Bautista de Mazatlán.                                |
| 1770 ca. : José Pardo Capitán del Presidio de San Juan Bautista de Mazatlán.                                     |
| 1790 ca. : Mateo Ortega Capitán del Presidio de San Juan Bautista de Mazatlán.                                   |
| 1792-1803: Joseph de Garibay Primer Gobernador político y militar del Presidio de San Juan Bautista de Mazatlán. |
| 1804-1811: José Esteban Segundo Gobernador político y militar del Presidio de San Juan Bautista de Mazatlán.     |

## 1827-1853: Jueces, Subprefectos y Presidentes de la Junta Municipal
| 1827: Ildefonso Rodríguez Primer Juez de Policía de Mazatlán                                                          |
| 1828: Julián Guerrero Segundo Juez de Policía de Mazatlán                                                             |
| 1829: Manuel Mayén Tercer Juez de Policía de Mazatlán                                                                 |
| 1829: Julián Inda 4° Juez de Policía de Mazatlán                                                                      |
| 1830: Tomás Acuña 5° Juez de Policía de Mazatlán                                                                      |
| 1830: Manuel Mayén (2do periodo) 6° Juez de Policía de Mazatlán                                                       |
| 1831: Joaquín Peñuelas 7° Juez de Policía de Mazatlán                                                                 |
| 1831: Ignacio Ramírez 8° Juez de Policía de Mazatlán                                                                  |
| 1832: Víctor Martre 9° Juez de Policía de Mazatlán                                                                    |
| 1832: Gabriel Rodríguez 10° Juez de Policía de Mazatlán                                                               |
| 1833: Ignacio Ramírez (2do periodo) 11° Juez de Policía de Mazatlán                                                   |
| 1833: Joaquín Peñuelas (2do periodo) 12° Juez de Policía de Mazatlán                                                  |
| 1834: Regino López 13° Juez de Policía de Mazatlán                                                                    |
| 1834: Pedro Sarmiento 14° Juez de Policía de Mazatlán                                                                 |
| 1835: Norberto Rocha 15° Juez de Policía de Mazatlán                                                                  |
| 1835: Manuel Mayén (3er periodo) 16° Juez de Policía de Mazatlán                                                      |
| 1836-1838: Rafael Martre 17° Juez de Policía de Mazatlán y primer Subprefecto del Partido de Mazatlán de 1837 a 1838. |
| 1839: José María Lobatos Segundo Subprefecto del Partido de Mazatlán                                                  |
| 1840: Norberto Rocha (2do periodo) Tercer Subprefecto del Partido de Mazatlán                                         |
| 1840: Francisco Anaya 4° Subprefecto del Partido de Mazatlán                                                          |
| 1841: Pedro Sánchez 5° Subprefecto del Partido de Mazatlán                                                            |
| 1842: Juan María Ramírez 6° Subprefecto del Partido de Mazatlán                                                       |
| 1842: Manuel Crespo 7° Subprefecto del Partido de Mazatlán                                                            |
| 1843: Pedro Sánchez (2do periodo) 8° Subprefecto del Partido de Mazatlán                                              |
| 1843: Joaquín Peñuelas (3er periodo) 9° Subprefecto del Partido de Mazatlán                                           |
| 1843: Francisco Palacio Miranda 10° Subprefecto del Partido de Mazatlán                                               |
| 1844: J. J. Maldonado 11° Subprefecto del Partido de Mazatlán                                                         |
| 1845-1846: Norberto Rocha (3er periodo) 12° Subprefecto del Partido de Mazatlán                                       |
| 1846: Manuel Crespo (2do periodo) 13° Subprefecto del Partido de Mazatlán                                             |
| 1846: Antonio de la Vega Primer Presidente de la Junta Municipal de Mazatlán                                          |
| 1847: Pedro Gama Segundo Presidente de la Junta Municipal de Mazatlán                                                 |
| 1848: Francisco Vidal Tercer Presidente de la Junta Municipal de Mazatlán                                             |
| 1848: Pedro Gama (2do periodo) 4° Presidente de la Junta Municipal de Mazatlán                                        |
| 1849: Miguel Zires 5° Presidente de la Junta Municipal de Mazatlán                                                    |
| 1849: Pedro Peimbert 6° Presidente de la Junta Municipal de Mazatlán                                                  |
| 1850: José María Iribarren 7° Presidente de la Junta Municipal de Mazatlán                                            |
| 1850: Luis G. Abad 8° Presidente de la Junta Municipal de Mazatlán                                                    |
| 1850: Joaquín Gaxiola 9° Presidente de la Junta Municipal de Mazatlán                                                 |
| 1851: José María Iribarren (2do periodo) 10° Presidente de la Junta Municipal de Mazatlán                             |
| 1851-1852: Miguel Zires (2do periodo) 11° Presidente de la Junta Municipal de Mazatlán                                |

## 1853-1876: Prefectos de Distrito entre guerras
| 1853: José María Vasavilbaso                                                                                          |
| 1854: José María Iribarren                                                                                            |
| 1854-1855: Francisco Sandoval                                                                                         |
| 1856-1859: Isidro Berúmen                                                                                             |
| 1860: Andrés Vasavilbaso                                                                                              |
| 1861: Francisco Gómez Flores                                                                                          |
| 1862-1865: Andrés Vasavilbaso                                                                                         |
| 1865: Gregorio Almada Prefecto de Distrito Imperialista del 27 de enero al 12 de noviembre de 1865.                   |
| 1865-1866: José María Iribarren Prefecto de Distrito Imperialista del 12 de noviembre de 1865 al 24 de marzo de 1866. |
| 1866: Antonio Grosso Prefecto de Distrito Imperialista del 24 de marzo al 14 de noviembre de 1866.                    |
| 1866-1867: Manuel Crespo                                                                                              |
| 1868: Cristóbal Llanuza                                                                                               |
| 1869-1871: Bernardo Carrasco                                                                                          |
| 1872: Domingo Valencia                                                                                                |
| 1872: Bernardo Carrasco (2do periodo)                                                                                 |
| 1872: Luis Rivas |
| 1872: Ignacio Guerrero                                                                                                |
| 1872: Andrés L. Tapia                                                                                                 |
| 1872-1873: José Inda                                                                                                  |
| 1872-1875: José María Bazán                                                                                           |
| 1876: Eduardo Uribe                                                                                                   |

## 1877-1915: Prefectos de Distrito porfiristas y revolucionarios
| 1877: Alejandro Narcio |
| 1878: Jesús Escovar |
| 1879-1880: Antonio Gómez |
| 1880-1881: Maclovio Castellanos |
| 1881-1882: Bernardo Vázquez |
| 1882-1884: Maclovio Castellanos (2do mandato) En 1883 el ayuntamiento tuvo que hacer frente a la epidemia de fiebre amarilla que se propagara a mediados de agosto. Se aplicaron las medidas del Reglamento de Sanidad Marítima formando cercos sanitarios y fumigaciones regulares. |
| 1884: Jesús Río |
| 1885: Jesús Escovar (2do mandato) |
| 1885-1897: Bernardo Vázquez (2do mandato) El 4 de junio de 1887, Vázquez junto a Carlos Galán, Francisco Echeguren y Gerardo Garmendia se dirigen al Gobernador de Sinaloa pidiéndole las concesiones necesarias para ofrecer el servicio de agua potable a la población. Cuatro días después el ayuntamiento acepta las condiciones presentadas por la empresa potabilizadora. Tiempo después se expropian los terrenos del Cerro de Casa Mata para la instalación de los tanques de almacenamiento de agua potable, así como los que se necesitaron para pasar la tubería de Peña Hueca a Mazatlán. El agua potable llega por primera vez al puerto gracias a la gestión del actual y los pasados ayuntamiento el 4 de mayo. En 1892 se habilita la cumbre del Cerro del Crestón para que funcione ahí el faro del puerto. En 1896 se le autoriza a Jesús Escovar la creación de una compañía que ofrezca el servicio de electricidad al puerto, el cual comienza a ser utilizado en los edificios públicos, plazuelas y principales calles de Mazatlán. |
| 1897-1899: Manuel L. Choza |
| 1899: Eduardo Andrade |
| 1899: Antonio H. Paredes |
| 1900-1902: Manuel L. Choza (2do mandato) |
| 1903-1904: Ricardo Carricarte |
| 1905: Antonio Zevada |
| 1906-1909: Manuel L. Choza (3er mandato) Durante los conflictos de sucesión presidencial tras la muerte del gobernador Cañedo, Choza prohibió cualquier reunión y marcha en contra del candidato oficial Diego Redo. Los ferrelistas, miembros del Club Democrático Sinaloense y sus filiales, acusaron al gobierno de Choza de corrupto, prepotente y dictatorial. |
| 1909: José S. Berúmen |
| 1909-19010: Manuel A. Barrantes |
| 1910: Enrique González Martínez |
| 1911: Justo Tirado |
| 1912: Jesús González Ortega |
| 1912: Antonio Espinoza de los Monteros |
| 1912: Alberto Gortari |
| 1912: Máximo López Portillo |
| 1913: Cándido Avilés Insunza |
| 1913: Enrique Berúmen |
| 1913: Juan Pita |
| 1914: Francisco Labastida y Anguiano |
| 1914: Ramón Saavedra |
| 1914-1915: Isauro Ibáñez |
| 1915: Hilario Nevárez Montes |

## 1915-1944: Presidentes municipales posrevolucionarios
| 1915: Cándido Avilés Inzunza (2do mandato) Primer presidente municipal de Mazatlán del 29 de marzo al 5 de mayo de 1915. Designado por el gobierno de Sinaloa, en espera de las elecciones. |
| 1915: Jesús Benítez Presidente municipal de Mazatlán del 6 de mayo a septiembre de 1915. |
| 1915-1916: alcaldes interinos y sustitutos Tras la salida de Benítez, Aurelio Fragoso sería alcalde de Mazatlán, de forma interina, ocupando el cargo de septiembre de 1915 a marzo de 1916. Francisco S. Flores le suplirá por el breve periodo de marzo al 6 de mayo de 1916, como alcalde interino de Mazatlán. A él le sucederá Leopoldo G. Montaño, en calidad de alcalde sustituto, entre el 6 de mayo y el 1 de octubre de 1916. Finalmente, Antonio M Cortes, concluye aquel periodo también como alcalde sustituto de Mazatlán, del 2 de octubre al 31 de diciembre de 1916. |
| 1917: Adolfo V. Rivera Presidente municipal de Mazatlán del 1 de enero al 31 de junio de 1917, el primero en lograr terminar un periodo semestral. |
| 1917: Manuel Tortolero Presidente municipal de Mazatlán del 1 de julio al 11 de noviembre de 1917. |
| 1917: Jesús V. Sarabia Alcalde sustituto de Mazatlán del 12 de noviembre al 31 de diciembre de 1917, concluyendo el periodo iniciado por Tortolero. |
| 1918: Aurelio Fragoso (2do mandato] Primer presidente constitucional de Mazatlán del 1 al 14 de enero de 1918; el primero en ser designado por elección popular, sin embargo, el congreso no valida su cargo |
| 1918: Cristóbal C. Solis Alcalde interino de Mazatlán del 17 de enero al 6 de mayo de 1918, tras la destitución de Fragoso. |
| 1918: Juan José Siordia Segundo Presidente constitucional de Mazatlán del 6 de mayo al 31 de diciembre de 1918, electo para concluir el periodo iniciado por Fragoso. |
| 1919: Cristóbal C. Solis (2do mandato) Tercer Presidente constitucional de Mazatlán del 1 de enero al 15 de agosto de 1919. |
| 1919: Heliodoro Gil Alcalde sustituto de Mazatlán del 15 de agosto al 31 de diciembre de 1919, concluyendo el periodo iniciado por Solis. |
| 1920: José María Díaz 4° Presidente constitucional de Mazatlán el 1 de enero al 26 de mayo de 1920. Destituido por el Congreso de Sinaloa al no reunir requisitos de elegibilidad |
| 1920: Antonio R. Pérez Alcalde interino de Mazatlán del 26 de mayo al 5 de julio de 1920, continuando el periodo iniciado por Díaz. |
| 1920: Jesús V. Sarabia (2do mandato) 5° Presidente constitucional de Mazatlán del 5 de julio al 31 de diciembre de 1920, electo para concluir el periodo iniciado por Díaz. |
| 1921: Antonio R. Pérez (2d0 mandato) 6° Presidente constitucional de Mazatlán del 1 de enero al 31 de diciembre de 1921. Primero en iniciar y concluir el periodo oficial de un año. |
| 1922: Adolfo V. Rivera (2do mandato) 7° Presidente constitucional de Mazatlán del 1 de enero al 31 de diciembre de 1922. |
| 1923: José María Díaz (2do mandato) 8° Presidente constitucional de Mazatlán del 1 de enero al 11 de diciembre de 1923. |
| 1922-1923: alcaldes interinos Luego de la salida de Díaz, continuando el primer bienio constitucional, José Benito Vidal funge como alcalde interino de Mazatlán del 11 al 31 de diciembre de 1923; sustituyéndolo Ramón J. Álvarez como alcalde sustituto de Mazatlán del 1 de enero al 31 de diciembre de 1924, concluyendo el periodo gubernamental de Díaz |
| 1925-1926: Antonio R. Pérez (3.er mandato) 9° Presidente constitucional de Mazatlán del 1 de enero de 1925 al 31 de diciembre de 1926. |
| 1927: Jesús V. Sarabia (3er mandato) 10° Presidente constitucional de Mazatlán del 1 de enero al 17 de junio de 1927. |
| 1927-1928: alcaldes sustitutos Luego de la salida de Sarabia, Pedro L. Sarmiento funge como alcalde interino de Mazatlán del 17 al 21 de junio de 1927; seguido por el segundo periodo de mandato de Juan José Siordia, en calidad de alcalde sustituto de Mazatlán del 22 de junio al 30 de noviembre de 1927; continuando Teodoro Lemmenmeyer como alcalde sustituto de Mazatlán entre el 30 de noviembre de 1927 y el 7 de agosto de 1928; concluyendo finalmente el bienio Julián P. Gutiérrez como alcalde sustituto de Mazatlán, del 7 de agosto al 31 de diciembre de 1928. |
| 1929: Teodoro Lemmenmeyer (2do mandato) 11° Presidente constitucional de Mazatlán del 1 de enero al 14 de mayo de 1929. |
| 1929-1930: alcaldes sustitutos Tras la salida de Lemmenmeyer, Bernardo A. González queda como alcalde provisional de Mazatlán unos días, entre el 14 y 23 de mayo de 1929. A él le siguen Jesús C. Castro como alcalde interino entre el 13 de mayo y el 4 de noviembre de 1929; y Modesto G. Castro, como alcalde provisional, entre el 4 de noviembre y 31 de diciembre. Tobias Quintero sería el encargo de concluir el bienio de Lemmenmeyer entre el 1 de enero y el 31 de diciembre de 1930. |
| 1931-1932: Guillermo B. Gómez 12° Presidente constitucional de Mazatlán del 1 de enero de 1931 al 31 de diciembre de 1932. |
| 1933-1934: Alfonso Tirado Osuna 13° Presidente constitucional de Mazatlán del 1 de enero de 1933 al 31 de diciembre de 1934. Contador comercial e ingeniero civil nacido en el poblado de La Palma Sola el 12 de mayo de 1902. Para 1933 ya era dueño de diferentes comercios en Mazatlán, una vinata en La Palma y el ingenio azucarero de El Guayabo, representando de esta manera los intereses de los terratenientes en las luchas agraristas. Su administración se caracterizó por la honradez y la consecución de buenas mejoras materiales en el puerto. No cobró sueldo y otorgó becas a los hijos de familias pobres. Todos sus gastos de representación los cubría de su bolsillo, estaba convencido de que el dinero municipal debía ser destinado para servir a la comunidad. Suministró abundantes medicamentos para los enfermos menos favorecidos. Se opuso al gobernador Manuel Páez cuando éste aprobó la instalación de un casino en el puerto, ofreciendo su renuncia y la de sus regidores. No consintió que se otorgaran beneficios extraordinarios a algunos empleados municipales; se negó a pagar con dinero del ayuntamiento un dispendioso banquete ofrecido a Plutarco Elías Calles, en el lujoso Hotel Belmar; argumentó que el dinero del pueblo no era para eso; a cambio, le propuso al diputado Ignacio Lizárraga pagar la cuenta entre los dos, cosa que este no aceptó. Su popularidad política trascendió del municipio al estado. Al concluir su periodo, retornó a sus labores agroindustriales. Muere el 10 de junio de 1838 en el hotel Rosales de Culiacán, asesinado por el jefe de la policía judicial Alfonso Leyzaola, quien era comisionado para tal tarea por el gobernador Alfredo Delgado y el diputado Rodolfo T. Loaiza, ya que Tirado era un importante rival y obstáculo político para este último en la carrera hacía la gubernatura del Estado. |
| 1935: Juan José Vicente Laveaga 14° Presidente constitucional de Mazatlán del 1 de enero al 31 de diciembre de 1935. Al igual que su antecesor, provenía de una antigua familia de comerciantes y terratenientes llegados al puerto durante la segunda mitad del siglo XIX, representando durante su administración los intereses de esa élite social en contra de las propuestas cardenistas del reparto agrario, representado en Sinaloa por el diputado Rodolfo T. Loaiza. Finalmente, las fuerzas loaicistas lograron convencer al senado de la mala administración del entonces gobernador Manuel Paéz, decretando por consecuencia la desaparición de poderes en el Estado el 16 de diciembre de 1935 y, con ello, la renuncia de Laveaga. De su periodo administrativo aún se conserva el puente del Paseo Juan Domínguez, sobre la explanada del Clavadista, inaugurado el 12 de junio de 1935. |
| 1936: alcaldes sustitutos Luego de la renuncia de Laveaga, Mariano Rivas entra como alcalde provisional de Mazatlán del 1 de enero al 3 de octubre de 1936; siguiendole y concluyendo el bienio, el fotógrafo José María Guillén, como alcalde sustituto entre el 3 de octubre y 31 de diciembre de 1936. |
| 1937-1938: Jesús V. Sarabia (4to mandato) 15° Presidente constitucional de Mazatlán del 1 de enero de 1937 al 7 de octubre de 1938. A finales de 1936, la coalición loaicista integrada por la ARS (Acción Revolucionaria Sinaloense), la FROC (Federación Regional de Obreros y Campesinos), el GOSS (Grupo Orientador Socialista Sinaloense) y la Liga Jacobo Gutiérrez, sin ningún problema llevó a la presidencia municipal al ya veterano Jesús V. Sarabia, influyendo así, a través del alcalde, el gobierno municipal. A Sarabia le tocaría sortear los conflictos entre sus aliados frocistas y el alcalde del municipio vecino de El Rosario, Ramón Uzeta, cuando estos exigían su destitución tanto al gobernador Alfredo Delgado como al Congreso del Estado, logrando mantener una postura imparcial. Sin embargo, no siempre sus acciones serían homogéneas ante sus aliados, como la ocasión en que una de las filiales de la FROC patrocinó la invasión de 15 000 metros cuadrados en las lomas de La Montuosa, propiedad de la Compañía Manufacturera de Cigarros El Vapor, proponiéndose construir viviendas en estos predios. Sarabia, enterado de la situación envío a la policía para impedir el avance de los invasores sindicales hasta que estos terrenos estuvieran formalmente regulados, cosa que no pasaría durante su administración. No pasaría lo mismo cuando en junio de 1937 el mismo Sarabia cede 11 hectáreas para viviendas en la Colonia Esperanza a otra filial de la FROC, encargando a estos la administración del Panteón Municipal No 3. En 1938, al acercarse las elecciones municipales, la FROC puso en movimiento estrategias y movilizó sus bases sociales contra las filiales locales de la CTM (Confederación de Trabajadores de México), que también respondió con firmeza en aras de mantener y expandir su poder. Los dirigentes de la FROC invitaron a su convención del 9 de julio a Sarabia en apoyo a su candidato, Santiago Paredes, pero éste los desairó apoyando al boticario y líder cetemista Alejandro Romero. La actitud de Sarabia molestó al regidor frocista José I. Pérez al grado de forzarlo a renunciar. |
| 1938: Gregorio G. Hernández Alcalde sustituto de Mazatlán del 7 de octubre al 31 de diciembre de 1938, tras la renuncia de este. Antiguo líder frocista que cambiaría de bando en apoyo del cetemista Alejandro Romero, llega a la presidencia municipal tras un breve interinato no oficial de Manuel Guzmán, líder de la FROC que aprovechó su breve periodo administrativo para despedir a los cetemistas del ayuntamiento. La también corta administración de Hernández estuvo protagonizada por los constantes conflictos entre ambos grupos sindicales por la alcaldía mazatleca y la jefatura sindical de Villa Unión. Al reacomodarse las piezas de la estructura política nacional y estatal, los loaicistas (ARC-FROC-GOSS) perdieron terreno, especialmente en los espacios del recién creado PRM. Esto fue en detrimento de la precandidatura de Paredes, quien en las elecciones del 2008 perdió contra su contrincante el cetemista Alejandro Romero. Los loaicistas mazatlecos no se disciplinaron a las decisiones del partido oficial registrando a Paredes como candidato a la presidencia municipal, mientras que el presidente Hernández registraba por otro parte la planilla de Romero. En esta competencia electoral el gobernador Delgado movió sus piezas apoyando a los paredistas. Atacó una de las fuentes de poder de los romeristas, el inspector de policía y exalcalde Cristóbal C. Solís, leal a Hernández, quien fue sustituido por Ramón Armengol, fiel seguidor de Loaiza. A principios de noviembre de 1938 se efectuaron las elecciones municipales. Los dos candidatos se declararon triunfadores. La FROC pidió al Congreso del estado reconocimiento inmediato de su candidato amenazando con “llevar a cabo distintos movimientos revolucionarios de protesta si el Congreso se niega a ratificar la declaratoria del Ayuntamiento”. El bloque disidente hizo lo mismo con su candidato Romero; pero el Congreso estatal depuso a Hernández y se declinó a favor de Ramón Armengol. |
| 1939: Ramón Armengol Gurria Presidente del Consejo Municipal del 1 de enero al 15 de diciembre de 1939. |
| 1939-1940: Santiago Paredes 16° Presidente constitucional de Mazatlán del 15 de diciembre de 1939 al 31 de diciembre de 1940. Electo para concluir el bienio iniciado por Armengol. |
| 1941-1942: Federico Cuevas 17° Presidente constitucional de Mazatlán del 1 de enero de 1941 al 31 de diciembre de 1942. |
| 1943-1944: Jesús I. Escobar 18° Presidente constitucional del 1 de enero de 1943 al 31 de diciembre de 1944. |

## 1945-1990: Presidentes municipales unipartidistas
| 1945-1947: Jesús C. Tostado 19° Presidente constitucional de Mazatlán del 1 de enero de 1945 al 3 de diciembre de 1946 y del 12 de mayo al 31 de diciembre de 1947, el primero que inicia y concluye el periodo de tres años.                                                  |
| 1946-1947: presidentes sustitutos Tras la salida por licencia de Tostado, Luis Zuñiga Sarabía ocuparía la alcaldía del 3 de diciembre de 1946 al 20 de febrero de 1947, sustituyéndolo Jorge Carrasco del 20 de febrero al 12 de mayo de 1947, cuando Tostado retoma el cargo. |
| 1948-1950: Ramón Ponzo Peña 20° Presidente constitucional de Mazatlán del 1 de enero de 1948 al 31 de diciembre de 1950. |
| 1951-1953: Amado S. Guzmán 21° Presidente constitucional de Mazatlán del 1 de enero de 1951 al 31 de diciembre de 1953. |
| 1954-1955: Ángel Armienta Acosta 22° Presidente constitucional de Mazatlán del 1 de enero de 1954 al 25 de noviembre de 1955. |
| 1955-1956: Gabriel R. Osuna Alcalde interino de Mazatlán del 1 de diciembre de 1955 al 31 de diciembre de 1956. |
| 1957-1959: Héctor González Guevara 23° Presidente constitucional de Mazatlán del 1 de enero de 1957 al 31 de diciembre de 1959. |
| 1960-1962: Antonio Toledo Corro 24° Presidente constitucional de Mazatlán del 1 de enero de 1960 al 30 de abril de 1962. |
| 1962: Luis Zúñiga Sánchez Alcalde sustituto de Mazatlán del 2 de mayo al 31 de diciembre de 1962. |
| 1963-1965: Alberto Tripp Flores 25° Presidente constitucional de Mazatlán del 1 de enero de 1963 al 31 de diciembre de 1965. |
| 1966-1968: Bernardo Sánchez Osuna 26° Presidente constitucional de Mazatlán del 1 de enero de 1966 al 31 de diciembre de 1968. |
| 1969-1971: Ricardo Antonio Urquijo Monterde 27° Presidente constitucional de Mazatlán del 1 de enero de 1969 al 6 de agosto de 1971. |
| 1971: Raúl Ledón Márquez Alcalde sustituto de Mazatlán del 14 de agosto al 31 de diciembre de 1971. |
| 1972-1974: Mario Arturo Huerta Sánchez 28° Presidente constitucional de Mazatlán del 1 de enero de 1972 al 31 de diciembre de 1974. |
| 1975-1977: Rafael Tirado Canizalez 29° Presidente constitucional de Mazatlán del 1 de enero de 1975 al 31 de diciembre de 1977. |
| 1978-1980: Raúl Ledón Márquez (2do mandato) 30° Presidente constitucional de Mazatlán del 1 de enero de 1978 al 31 de diciembre de 1980. |
| 1981-1983: José Hipolito Rico Mendiola 31° Presidente constitucional de Mazatlán del 1 de enero de 1981 al 31 de diciembre de 1983. |
| 1984-1986: Quirino Ordaz Luna 32° Presidente constitucional de Mazatlán del 1 de enero de 1984 al 31 de diciembre de 1986. |
| 1987-1989: José Ángel Pescador Osuna 33° Presidente constitucional de Mazatlán del 1 de enero de 1987 al 17 de junio de 1989. |
| 1989: José Luis Tostado Sánchez Alcalde sustituto de Mazatlán del 17 de junio al 31 de diciembre de 1989. |